# Embarcadero Center

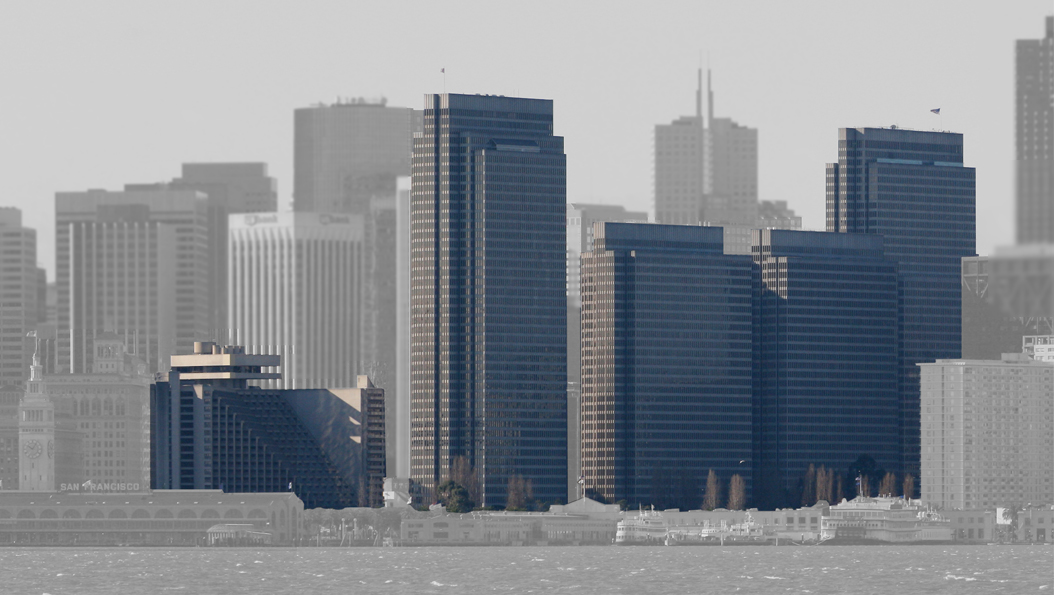
Resaltados, el Hyatt Regency San Francisco a la izquierda y cuatro torres del complejo. No se muestran el hotel Le Méridien ni Embarcadero West, situados detrás de los otros edificios.

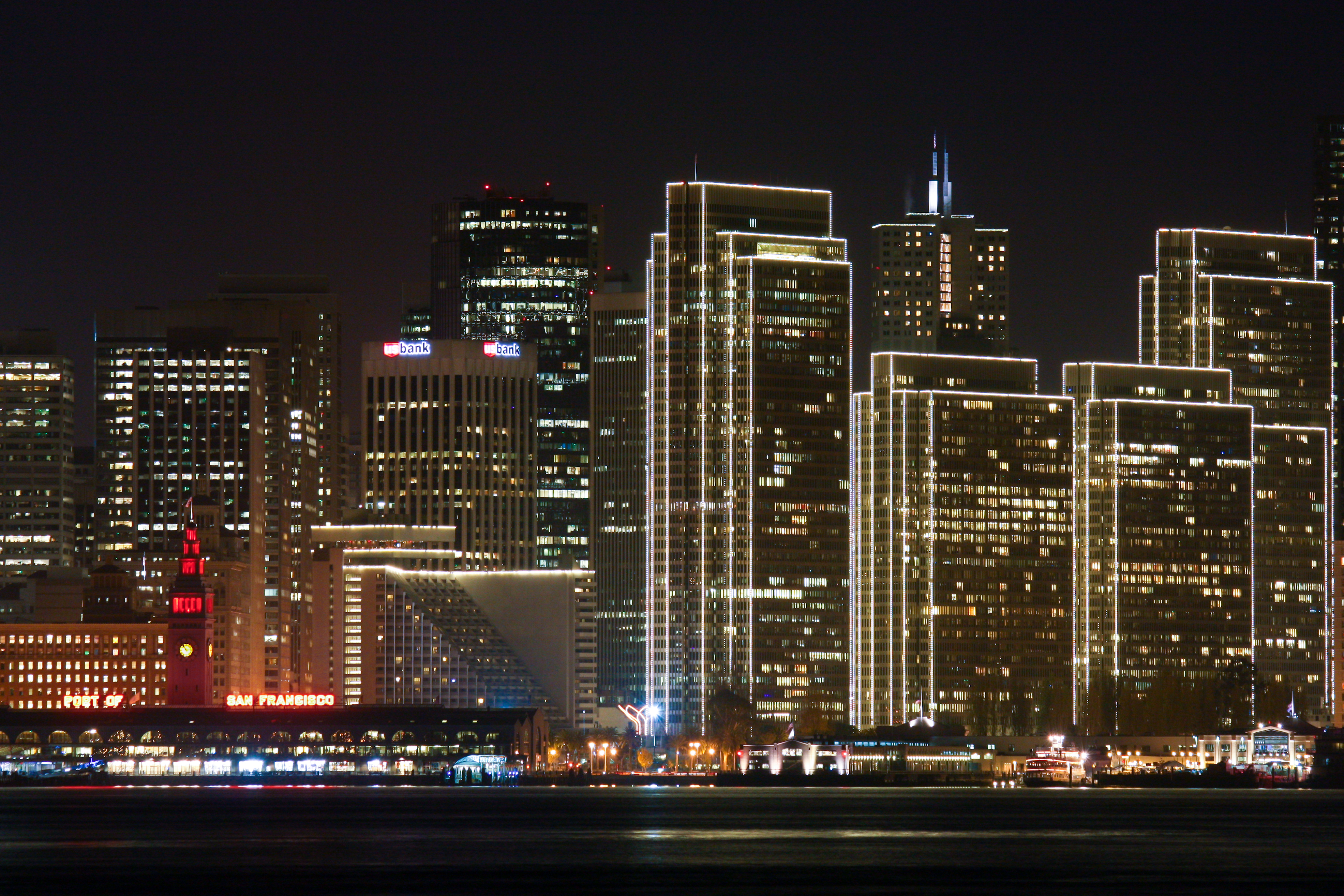
El complejo por la noche, con los bordes de los edificios iluminados.

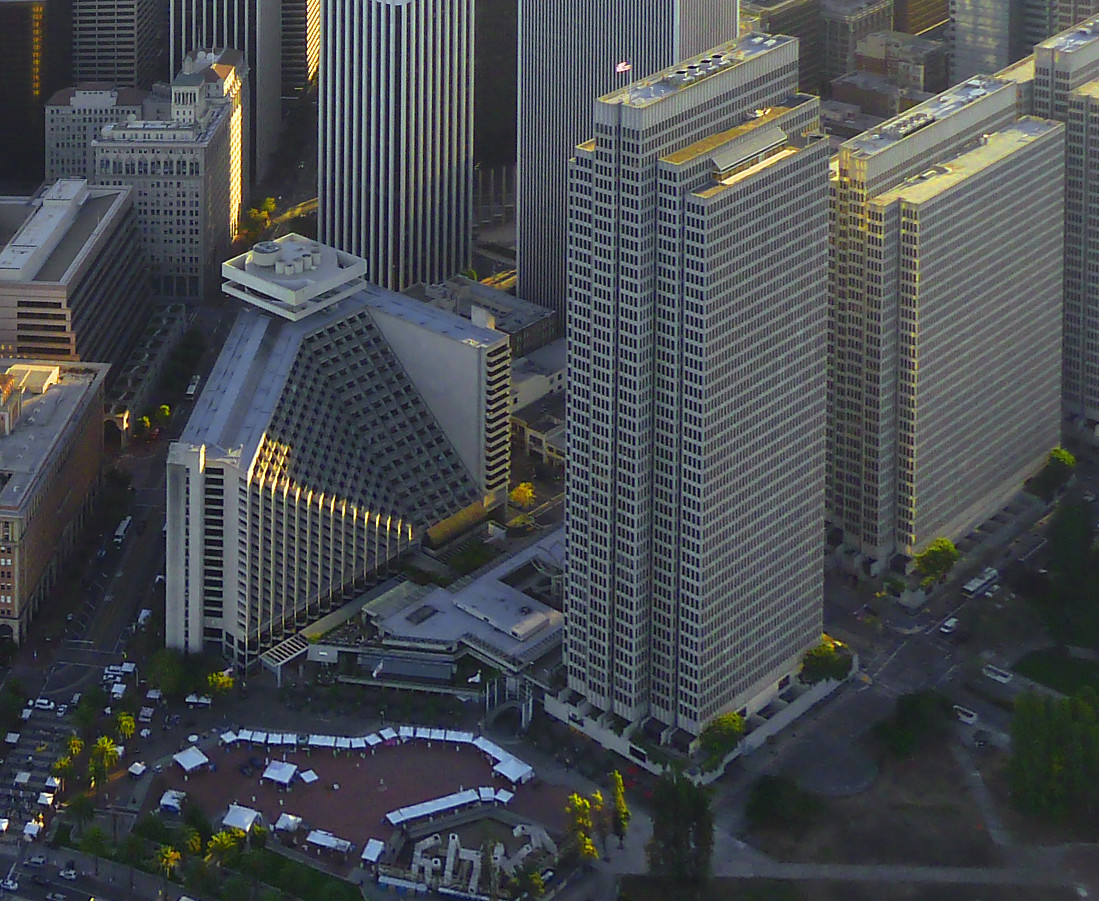
Vista aérea del Hyatt Regency, Four Embarcadero Center y Three Embarcadero Center (de izquierda a derecha), con la Embarcadero Plaza en primer plano.

El Embarcadero Center es un complejo de edificios situado en San Francisco, California, Estados Unidos. Está compuesto por cinco torres de oficinas, dos hoteles y un centro comercial de tres plantas con más de 125 tiendas, bares, restaurantes y un gimnasio. También se instala una pista de patinaje sobre hielo en el exterior durante el invierno. El Embarcadero Center ocupa una parcela de unas 4 hectáreas rodeada por Clay Street al norte, Sacramento Street al sur, Battery Street al oeste y el Embarcadero al este, en el Distrito Financiero de San Francisco.
Promovido por Trammell Crow, David Rockefeller y John Portman, su construcción empezó con el One Embarcadero Center en 1971, y la última ampliación del complejo (Embarcadero West) se completó en 1989. Los dos edificios ampliación (Embarcadero West y Le Méridien San Francisco) están al oeste de Battery Street, fuera del complejo principal. Los 445 900 m² construidos del complejo albergan oficinas para catorce mil trabajadores, junto con zonas dedicadas a comercios, restauración y ocio. El complejo también incluye un cine, que cerró permanentemente sus puertas en febrero de 2022.

## Edificios
| Nombre                                                | Altura  | Plantas | Año  | Notas                            |
| ----------------------------------------------------- | ------- | ------- | ---- | -------------------------------- |
| One Embarcadero Center                                | 173 m   | 45      | 1971 | [ 4 ]                            |
| Two Embarcadero Center                                | 126 m   | 30      | 1974 | [ 5 ]                            |
| Three Embarcadero Center                              | 126 m   | 31      | 1977 | [ 6 ]                            |
| Four Embarcadero Center                               | 174 m   | 45      | 1982 | [ 7 ]                            |
| Five Embarcadero Center (Hyatt Regency San Francisco) | 77 m    | 20      | 1973 | [ 8 ]                            |
| Embarcadero West                                      | 123 m   | 34      | 1989 | Separado del complejo principal. |
| Le Méridien San Francisco                             | 96.36 m | 25      | 1988 | Antiguo Park Hyatt Hotel.        |